# Who's That Knocking at My Door
Who's That Knocking at My Door, originalmente intitulado I Called First, é um filme do gênero drama de 1967, escrito e dirigido por Martin Scorsese, em sua estreia como diretor de longa-metragens, e estrelando Harvey Keitel, em seu primeiro papel no cinema. Venceu o Chicago International Film Festival de 1968.